# سولتون سیمبالز
سولتون سیمبالز (به انگلیسی: Soultone Cymbals) که معمولاً به نام سولتون (Soultone) شناخته می‌شود، یک شرکت تولید سنج مستقر در لس آنجلس کالیفرنیا است. این شرکت در سال ۲۰۰۳ توسط ایکی لوی (Iki Levy)، پس از تلاش برای رسیدگی به ناامیدی از تولیدکنندگان اصلی سنج بر سر مسائل کیفیت، تأسیس شد.